# Kneževi Vinogradi

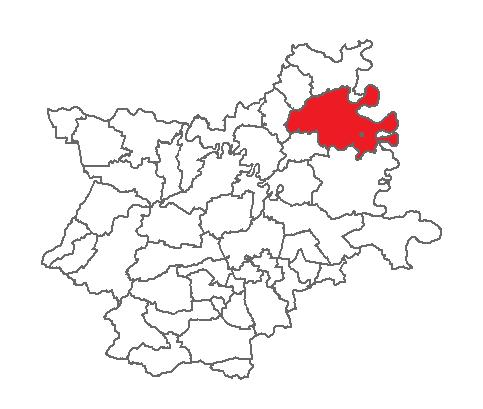
Lage der Gemeinde Kneževi Vinogradi in der Gespanschaft Osijek-Baranja

Kneževi Vinogradi (ungarisch Hercegszöllős, deutsch Weingärten i.d.Braunau) ist eine Gemeinde in der Gespanschaft Osijek-Baranja im Nordosten Kroatiens nahe der kroatisch-ungarischen Grenze. Neben dem gleichnamigen Hauptort umfasst die Gemeinde acht weitere Siedlungen. Sie hat 3454 Einwohner (2021), davon 1373 Einwohner im Hauptort.

## Siedlungen der Gemeinde
Laut der Volkszählung von 2021 haben die Ortschaften der Gemeinde Kneževi Vinogradi zusammen 3454 Einwohner.
- Jasenovac (Jeszeföld) – 4
- Kamenac (Kö) – 131
- Karanac (Karancs) – 683
- Kneževi Vinogradi (Hercegszöllős) – 1373
- Kotlina (Sepse) – 208
- Mirkovac (Keselyűs) – 65
- Sokolovac(Katalinpuszta) – 0
- Suza (Csúza) – 427
- Zmajevac (Vörösmart) – 563

## Geographie
Der Ort liegt 27 km nördlich von Osijek und 12 km östlich von Beli Manastir. Die ungarische Grenze ist etwa 20 km entfernt und bis nach Serbien sind es ca. 15 km.

## Geschichte

### Vorgeschichte
Kneževi Vinogradi war bereits in der Jungsteinzeit besiedelt. Während den Ausgrabungen im Jahr 2009 auf dem Schulgelände im Ort wurden zahlreiche archäologische Artefakte aus der Jungsteinzeit in mehreren Schichten gefunden. Aus der Zeit der Sopot-Kultur fand man typisch verzierte Keramikfragmente, die Überreste eines Ofens und viele weitere archäologische Gegenstände. Ebenso wurden Fundstücke und Fragmente der Starčevo-Kultur, mit Abfallgruben und halb im Boden versenkten Resten von Häusern, entdeckt.
Zur Zeiten der Römer befand sich hier die römische Kolonie Donatium, die an einer wichtigen Route lag.

### Mittelalter
Im Jahr 1341 wurde Kneževi Vinogradi zum ersten Mal urkundlich erwähnt und Im Mittelalter gehörte der Ort teilweise zur Marktgemeinde Podolje. Im 15. Jahrhundert wurde es eine Marktstadt.
Vermutlich wurde der Ort während des Türkenfeldzuges 1526 zerstört und wurde danach Teil des Osmanischen Reiches. Während der türkischen Herrschaft zahlten die Einwohner von Kneževi Vinogradi Steuern sowohl an ungarische als auch an türkische Herren. Im Jahr 1554 lebten dort 37 Familien.
Zu Zeiten des Großen Türkenkrieges im Jahre 1687 wurde die Region von der türkischen Herrschaft befreit. Die Siedlung starb in dieser Zeit aus und wurde erst zu Beginn des 18. Jahrhunderts wieder hauptsächlich mit ungarischen Einwohnern besiedelt. Prinz Eugen von Savoyen erhielt das Gebiet als königliche Schenkung für seine militärischen Verdienste. Bis zu Eugen von Savoyens Tod war Kneževi Vinogradi Teil seines Herrschaftsanwesens in Bilje. Im Jahr 1736 ging das Gut und die Ländereien an die Hofkammer über und Maria Theresia schenkte 1780 das Anwesen ihrer Tochter Maria Christina  und ihrem Ehemann Prinz Albert Kasimir. Später erbte das Gut Erzherzog Karl und es blieb bis zum Ersten Weltkrieg im Besitz seines Bruders Friedrich.

### Neuzeit
Nach Ende des Ersten Weltkrieges und bis zum Friedensvertrag von Trianon gehörte die Region zum Komitat Baranya. Kurz darauf, im Jahr 1918 wurde es dem neuen Königreich Jugoslawien zugesprochen. Während des 2. Weltkrieges, von 1941 bis 1945, gehörte das Gebiet wieder zu Ungarn. Später folgte dann die Eingliederung in die SFR Jugoslawien. Seit 1991 ist es Bestandteil von Kroatien.

## Politik

### Kommunalwahlen
Bei der Kommunalwahl vom 16. Mai 2021 waren 3.410 Bürgerinnen und Bürger in Kneževi Vinogradi wahlberechtigt und aufgefordert den neuen Gemeinderat sowie den neuen Bürgermeister zu wählen, wovon 2.037 Menschen ihr Wahlrecht nutzten. Dabei gab es insgesamt 1.999 (98,13 %) gültige und 38 (1,87 %) ungültige Stimmen. Bei einer Wahlbeteiligung von 59,74 % kam es zu folgendem Ergebnis:
| Parteien und Wählergemeinschaften | Parteien und Wählergemeinschaften                        | % 2021 | Stimmen 2021 | Sitze 2021 |
| HDZ                               | Hrvatska demokratska zajednica – Vedran Kramarić         | 33,9   | 678          | 5          |
| KLGB                              | Kandidacijska lista grupe birača – Kristian Horvat       | 32,7   | 654          | 5          |
| SDSS                              | Samostalna demokratska srpska stranka – Predrag Petrović | 14,4   | 289          | 2          |
| KLGB                              | Kandidacijska lista grupe birača – Deneš Šoja            | 11,0   | 220          | 1          |
| KLGB                              | Kandidacijska lista grupe birača – Nikola Balaš          | 4,5    | 91           | 0          |
| DP                                | Domovinski pokret – Andrej Stošić                        | 3,3    | 67           | 0          |
| Gesamt                            | Gesamt                                                   | 100    | 2037         | 13         |
| Wahlbeteiligung                   | Wahlbeteiligung                                          | 59,7 % | 59,7 %       | 59,7 %     |

### Bürgermeister
Bei der Wahl des Bürgermeisters und seines Stellvertreters im Mai 2021 waren die Bürgerinnen und Bürger in Kneževi Vinogradi aufgerufen, ein neues Oberhaupt der Gemeinde zu wählen. Die Wahlbeteiligung lag bei 65,6 % und der amtierende Gemeindechef Vedran Kramarić wurde in seinem zweiten Amt mit 2.240 Stimmen (50,5 %) bestätigt.

## Bevölkerung
Laut der Volkszählung im Jahr 1910 waren von 2805 Einwohnern 1492 Ungarn, 220 Deutsche, 229 Kroaten, 818 Serben, 3 Slowaken und 43 andere Nationalitäten. 2288 der Einwohner sprachen ungarisch. Nach Konfessionszugehörigkeit waren 1366 Personen römisch-katholisch, 543 reformiert und 834 griechisch-orthodox.
Kurz vor Ausbruch des Kroatienkrieges im Jahr 1991 waren 32 % der Bevölkerung Serben, 31 % Kroaten, 18 % Ungarn und 17 % Jugoslawen.
Kneževi Vinogradi ist seit 1998 Gemeindezentrum und hatte laut Volkszählung im Jahr 2001 1725 Einwohner und 13 Straßen. Die ethnische Zusammensetzung des Ortes hat sich bis 2001 erheblich verändert und teilte sich wie folgt auf: 16 % Ungarn, 43,2 % Kroaten, 30,5 % Serben und 7,4 % andere Nationalitäten.
Im Jahr 2001 lebten in der gesamten Gemeinde mit allen Siedlungen 40,8 % Ungarn, 34,3 % Kroaten, 18,4 % Serben und 1,9 % Deutsche.
| Bevölkerungsentwicklung | Bevölkerungsentwicklung | Bevölkerungsentwicklung | Bevölkerungsentwicklung | Bevölkerungsentwicklung | Bevölkerungsentwicklung | Bevölkerungsentwicklung | Bevölkerungsentwicklung | Bevölkerungsentwicklung | Bevölkerungsentwicklung | Bevölkerungsentwicklung | Bevölkerungsentwicklung | Bevölkerungsentwicklung | Bevölkerungsentwicklung | Bevölkerungsentwicklung | Bevölkerungsentwicklung | Bevölkerungsentwicklung |
| ----------------------- | ----------------------- | ----------------------- | ----------------------- | ----------------------- | ----------------------- | ----------------------- | ----------------------- | ----------------------- | ----------------------- | ----------------------- | ----------------------- | ----------------------- | ----------------------- | ----------------------- | ----------------------- | ----------------------- |
| 1857                    | 1869                    | 1880                    | 1890                    | 1900                    | 1910                    | 1921                    | 1931                    | 1948                    | 1953                    | 1961                    | 1971                    | 1981                    | 1991                    | 2001                    | 2011                    | 2021                    |
| 2210                    | 2048                    | 2684                    | 2691                    | 2054                    | 2806                    | 2926                    | 3079                    | 1691                    | 1652                    | 1810                    | 1820                    | 2402                    | 2127                    | 1725                    | 1657                    | 1373                    |

## Wirtschaft
Die wirtschaftliche Stärke der Gemeinde Kneževi Vinogradi liegt hauptsächlich in der landwirtschaftlichen Produktion. Daneben spielt die verarbeitende Industrie und die zunehmende Entwicklung im Öko- und Jagdtourismus eine immer größere Rolle.
Die Gemeinde hat etwa 13.000 ha Ackerland für den Anbau und die Anpflanzung von Nutzpflanzen und etwa 1.800 ha für den Wein- und Obstanbau. Die ansässigen Unternehmen im Ort wie die Belje AG, die Bor-plastika GmbH. und die Rabo GmbH sind eine der größten und wichtigsten Arbeitgeber in der Umgebung. Allein das Agrarunternehmen Belje im Bereich der Lebensmittelerzeugung bewirtschaftet etwa 6.500 ha Ackerland und etwa 500 ha Fläche für den Weinanbau. Außerdem waren im Jahr 2013 auf dem Gebiet der Gemeinde Kneževi Vinogradi 275 Familienbetriebe registriert, die meisten davon im landwirtschaftlichen Sektor.
Um die Entwicklung der Wirtschaft zu fördern, wurde ein Gewerbegebiet mit einer Gesamtfläche von 56 ha erschlossen, in der Grundstücke für Firmen und Gewerbetreibende mit zahlreichen Vorteilen angeboten werden.

## Kultur und Sehenswürdigkeiten
- Die Reformationskirche aus dem Jahr 1576 war zu Beginn des 16. Jahrhunderts noch eine römisch-katholische Kirche. Der Grundstein für den Turm soll gegen Ende des 3. Jahrhunderts von den Römern gelegt worden sein. Seine heutige Form erhielt die Kirche Anfang des 19. Jahrhunderts. Das Gebäude erhielt ihre heutige Form 1803. Im Jahr 1839 wurde die Kirche renoviert und erweitert.[15]
- Die Römisch-katholische Kirche des Heiligen Erzengel Michael wurde zwischen den Jahren 1840 und 1857 im klassizistischen Stil erbaut. Der Chor der Kirche wurde 1857 fertiggestellt und der Bau der Kirche abgeschlossen. Das Dach wurde 1999 saniert und im Jahr 2004 folgten Renovierungsarbeiten.
- Der Vorgängerbau der Serbisch-Orthodoxen Kirche wurde 1742 aus Holz erbaut. Eine neue spätbarocke Kirche aus massivem Baumaterial wurde 1775 errichtet. Es handelt sich um ein einschiffiges Gebäude mit einer halbkreisförmigen Apsis und einem zweistöckigen Glockenturm, der sich über dem Westtor erhebt. Die Ikonostase wurde in der zweiten Hälfte des 18. Jahrhunderts errichtet.
- Eine selbstfahrende Dampflokomotive, hergestellt von der Hofherr-Schrantz AG, Modell Express mit der Nummer 4758, befindet sich am südlichen Eingang von Kneževi Vinogradi. Die Lokomotive wurde früher verwendet, um mechanische und später elektrische Arbeiten für landwirtschaftliche Arbeiten zu erledigen.[16]

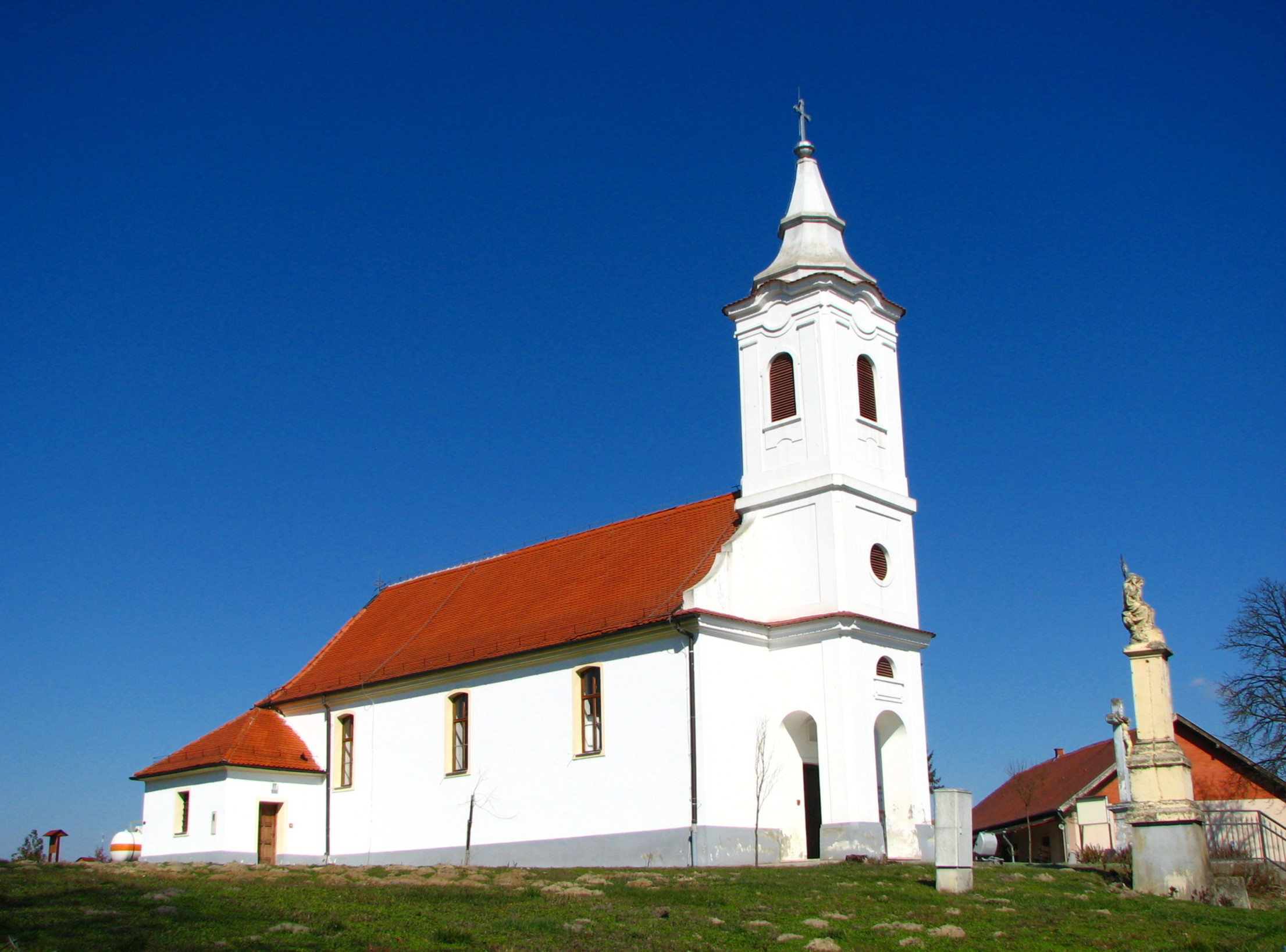
Römisch-katholische Kirche
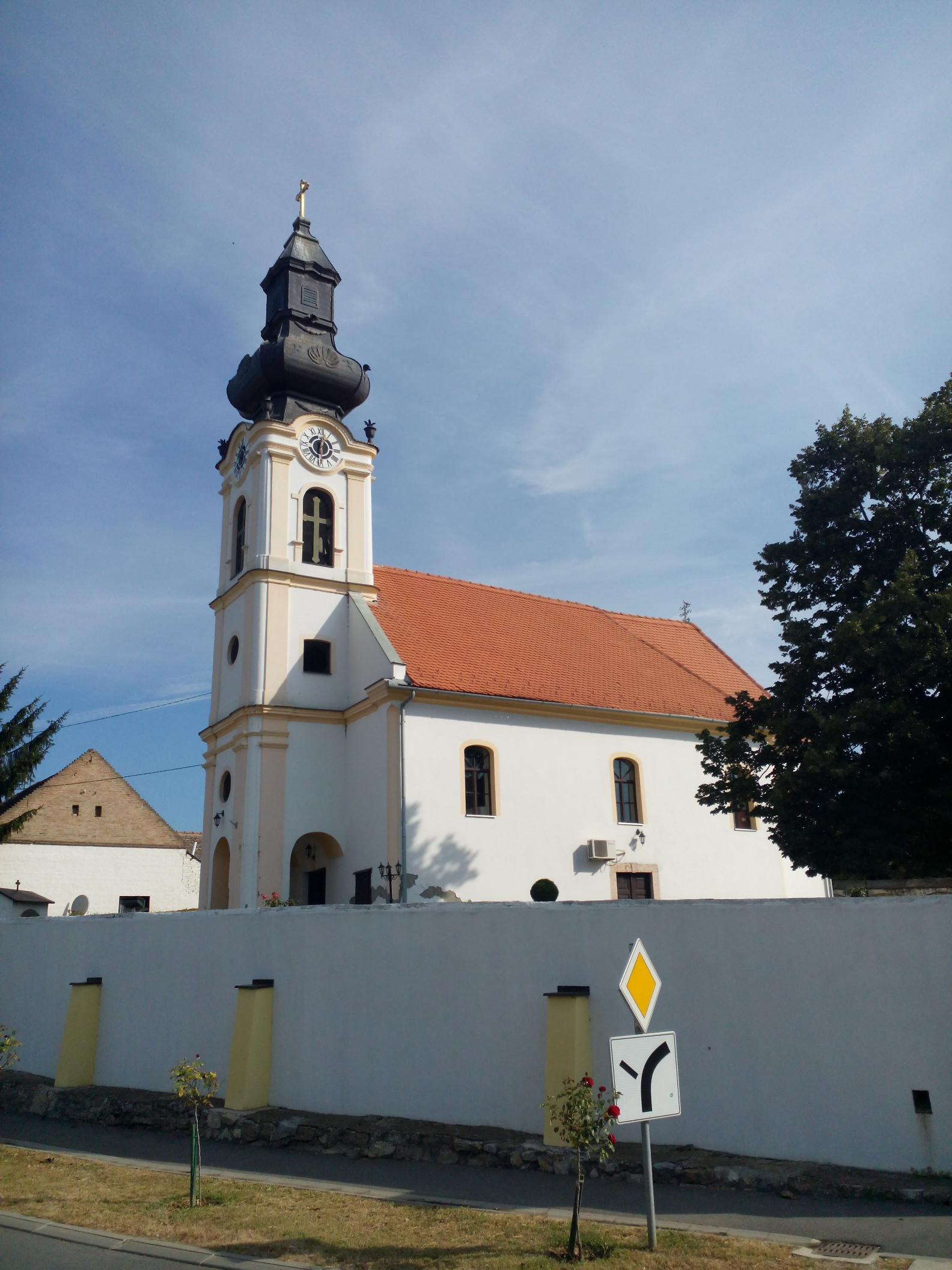
Serbisch-Orthodoxe Kirche
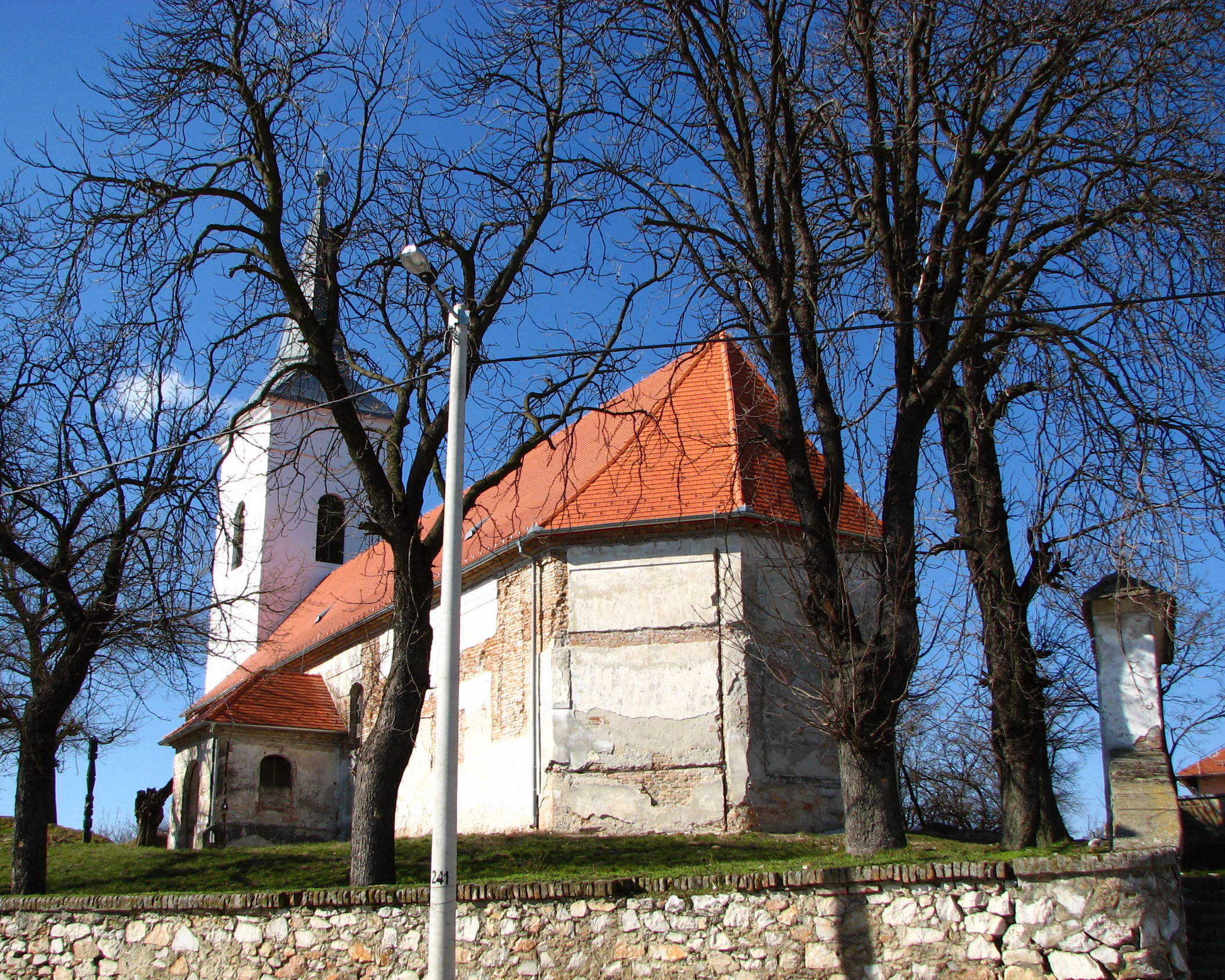
Reformationskirche
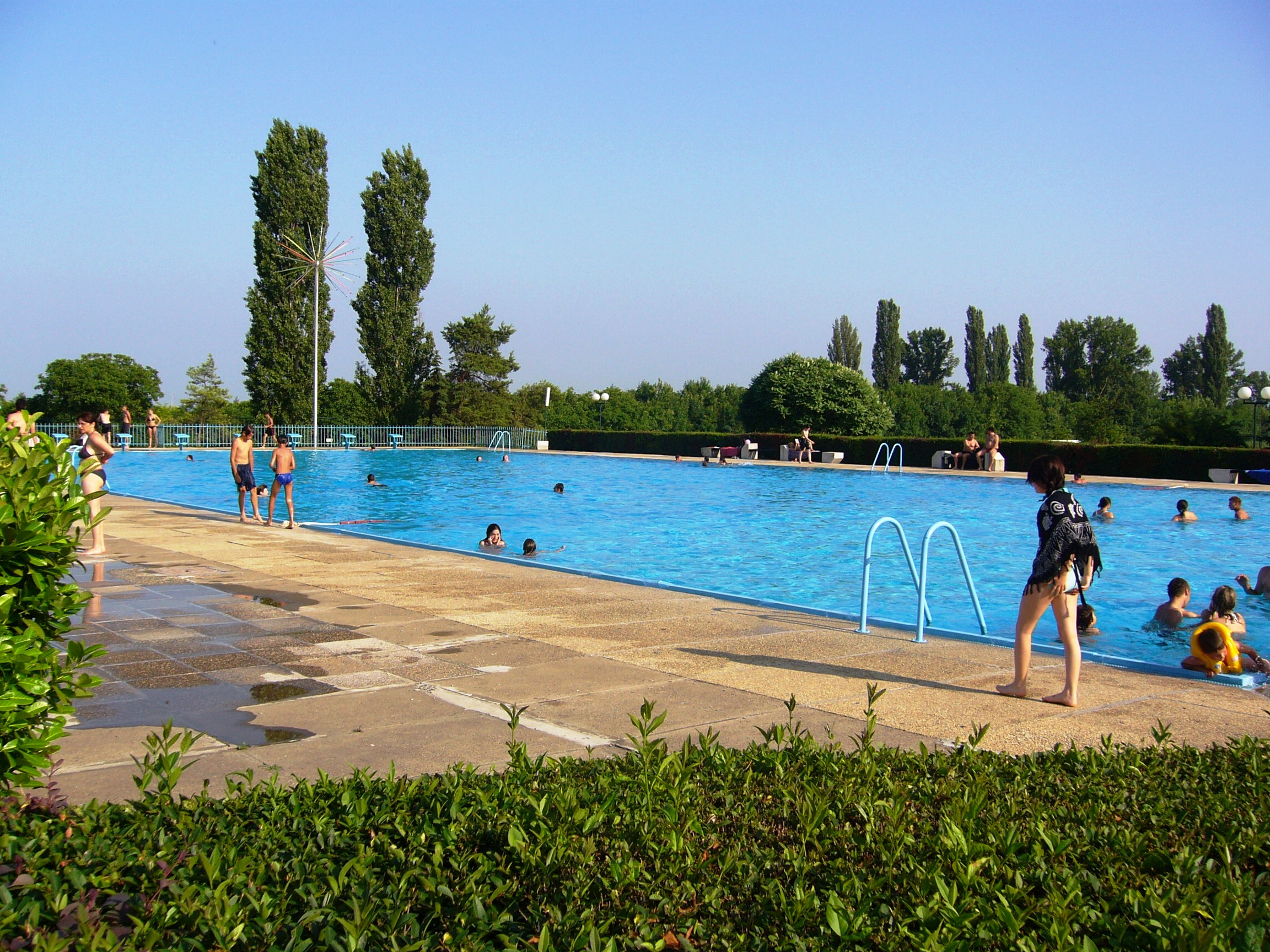
Freibad
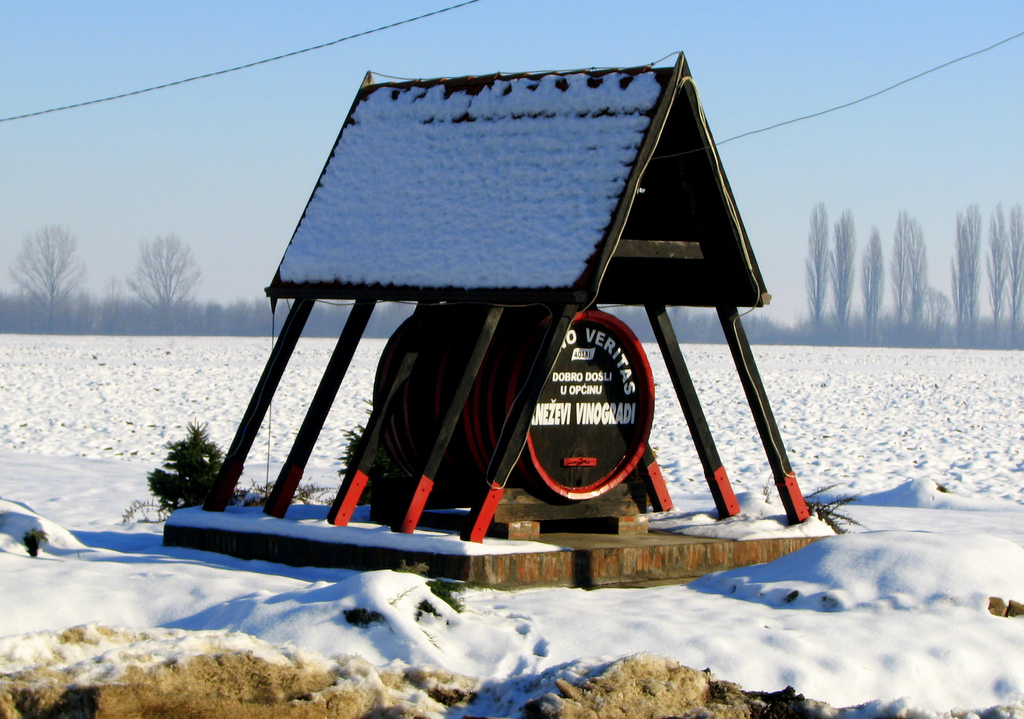
Willkommensgruß am Ortseingang
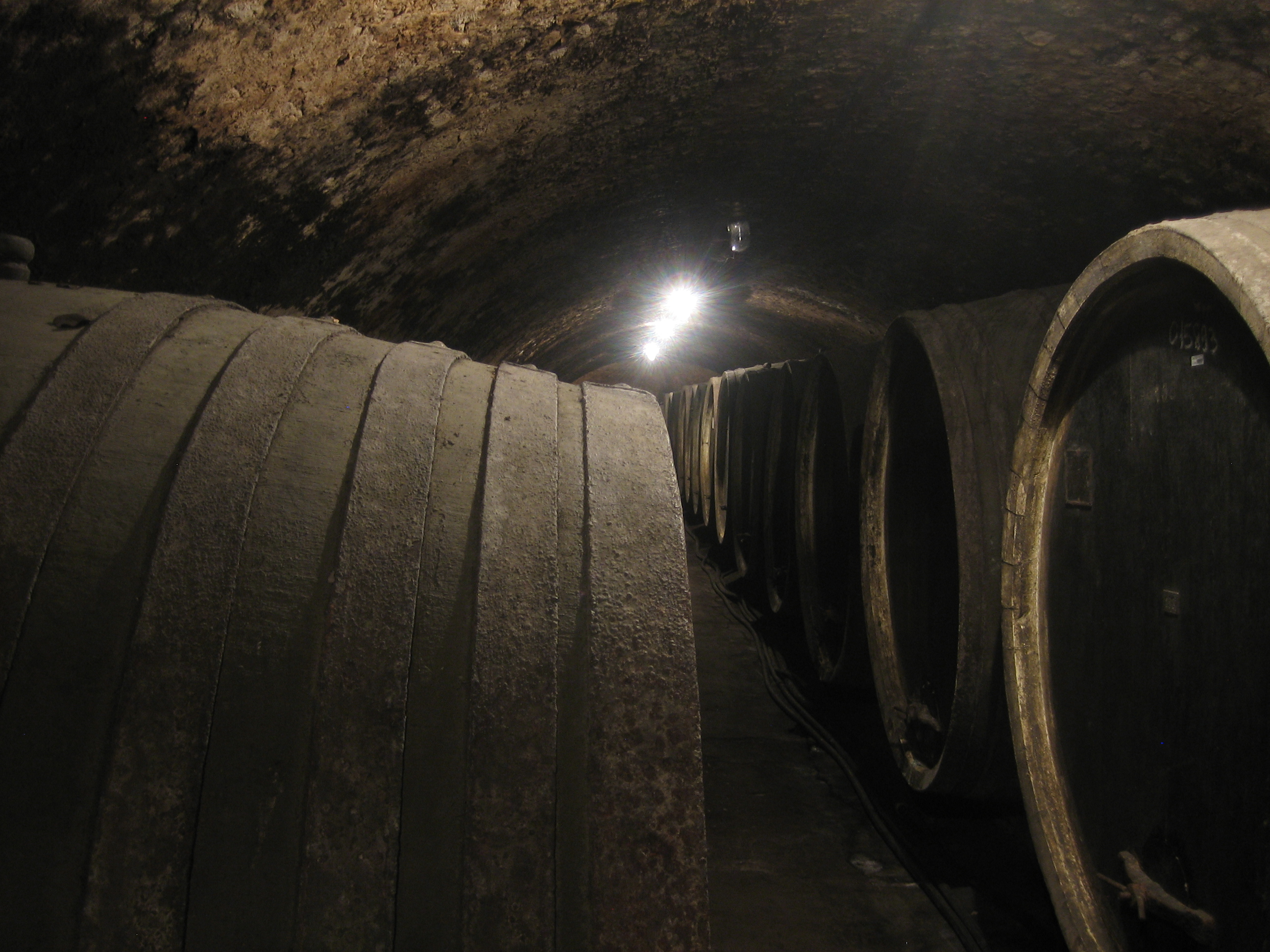
Weinkeller der Firma Belje AG
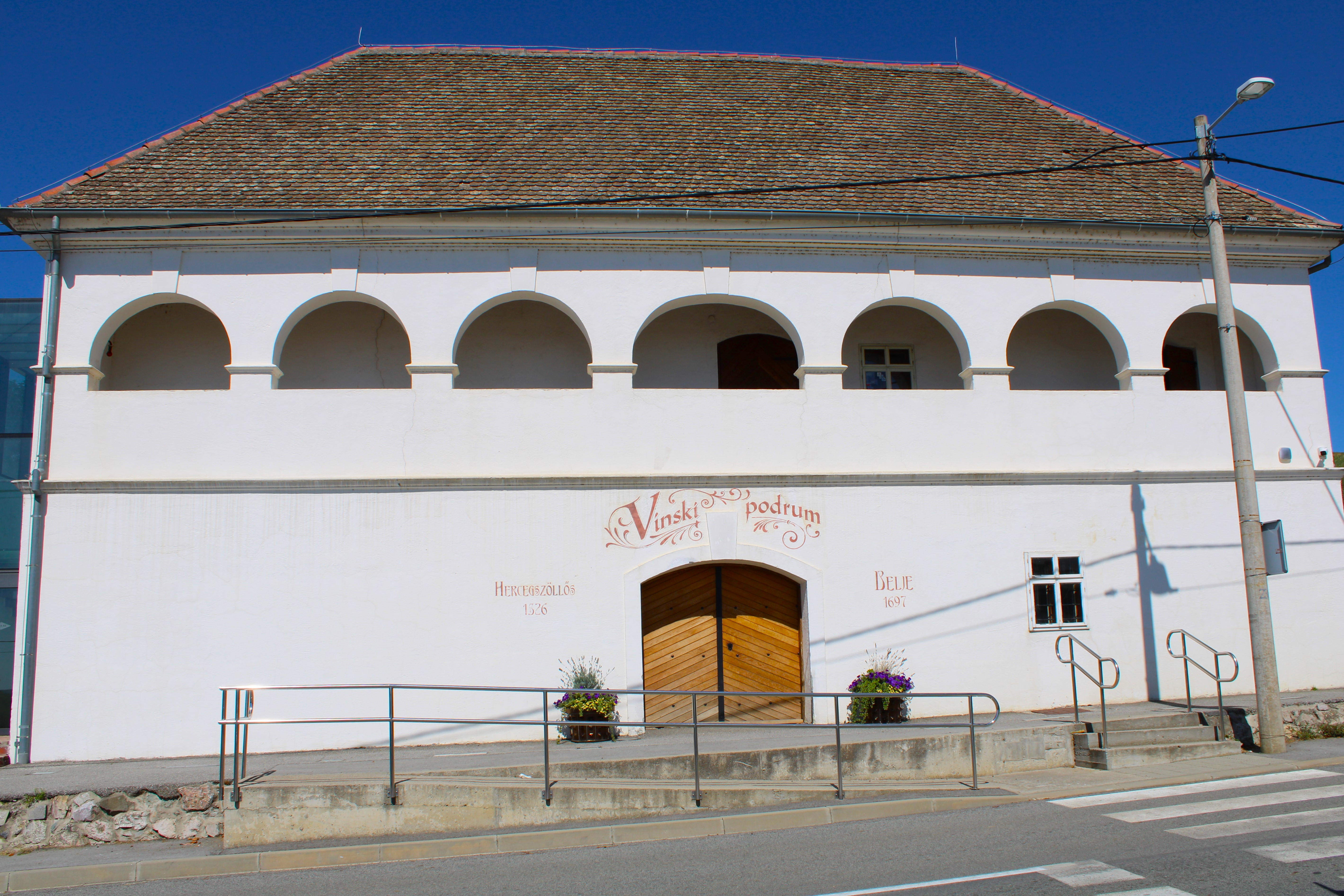
Weinkellerei Belje von 1697

## Kulturvereine
Im kroatischen Vereinsregister Registar udruga Republike Hrvatske sind 23 Vereine mit Sitz in Kneževi Vinogradi registriert (Stand: VIII/2023):
- Vereinigung der Tamburica-Liebhaber „Baranjski biseri“
- Folkloreverein „Kneževi Vinogradi“
- Serbischer Kulturverein „Prosvjeta“, Unterausschuss Kneževi Vinogradi
- Kunstverein „KVIN-ART“, Kneževi Vinogradi
- Ungarischer Jugendverband „Hercegszollosi Mihaly“
- Folkloreverein „Živojin Žiko Mandić“

## Sportvereine

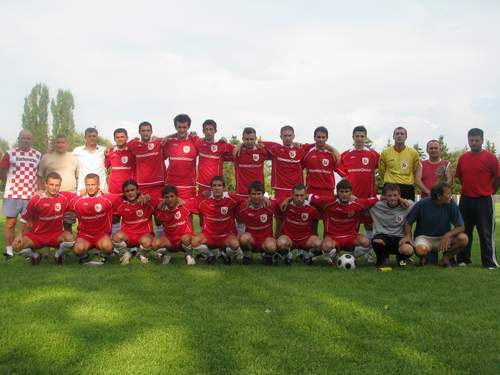
Fußballmannschaft NK Borac von 2008
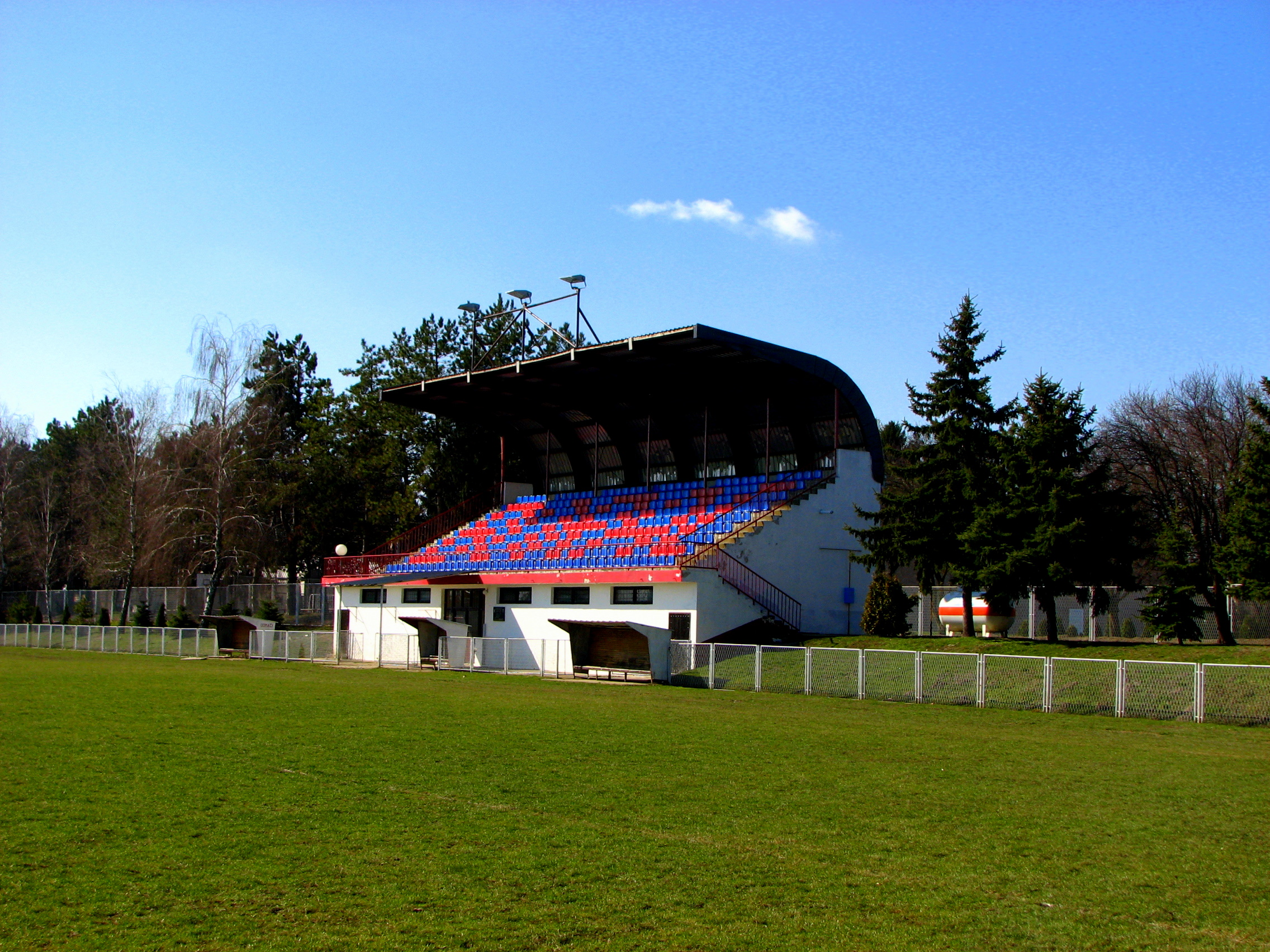
Fußballtribüne des NK Borac

- Fußballverein NK Borac Kneževi Vinogradi
- Taekwondo klub „Kneževi Vinogradi“
- Schachklub klub „Vinograd“
- Schützenverein „Baranjac“

## Persönlichkeiten
- Otti Berger (1898–1944), Textilkünstlerin und Weberin, starb im KZ Auschwitz